# Селивановский, Алексей Павлович

А. Селивановский (крайний слева) c группой литераторов

Алексей Павлович Селива́новский (10 [23] марта 1900, Ольгополь, Подольская губерния — 21 апреля 1938, Коммунарка) — советский литературный критик, журналист, редактор. Один из виднейших деятелей РАПП.

## Биография
Родился 10 (23) марта 1900 года в Ольгополе (ныне Чечельницкий район, Винницкая область, Украина) в семье служащего. С 1916 года участвовал в подпольных ученических организациях, редактировал нелегальную газету «Голос средней школы». После окончания в 1917 киевского реального училища активно занимался революционной работой.
В 1919 вступил в ВКП(б). Участник Гражданской войны, воевал, был политработником, редактировал газеты в Курске и Николаеве. До 1923 начальник агитпропотдела посекра войск ГПУ.
После демобилизации в 1924—1926 годах работал журналистом в Донбасской газете «Всероссийская кочегарка», после переименования — редактором газеты «Луганская правда».
После возникновения литературного объединения «Забой» был его первым председателем (с 28.10.1924 по 05.12.1926), а также редактором одноименного журнала.
С конца 1926 года по решению ЦК ВКП(б) А. Селивановский переехал в Москву, работал секретарем по национальным вопросам в ВАПП. В тот же период сотрудничал с журналами «На литературном посту», «Октябрь», «Молодая гвардия», «Новый мир», позже «Литературный критик» и «Литературная учёба», публикуется в «Правде».
Будучи активным деятелем РАППа, выступал в печати с резкой критикой Б. Л. Пастернака, называл Гумилёва «русским фашистом», но особенно отметился в травле М. А. Шолохова. (В 1929 году написал предисловие к «Донским рассказам» Мих. Шолохова, опубликованными в 16-м выпуске «Романа-газеты»).
Надежда Яковлевна Мандельштам вспоминает в своей "Второй книге": "...В редакцию пришел рапповский критик Селивановский. Ему поручили отыскать Мандельштама и сказать ему, как его на данном этапе расценивает РАПП. Оказалось, что РАПП относится к Мандельштаму настороженно: наконец-то он стал советским человеком (иначе: служит в газете), но почему-то не написал ни одного стихотворения, то есть не продемонстрировал сдвигов в своем сознании. Я никогда не видела Мандельштама в таком бешенстве. Он окаменел, губы сузились, глаза уставились на Селивановского. Он спросил, почему РАПП не справляется, как протекает у него половая жизнь, какие приемы в этой области рекомендуют РАПП и Цека, применим ли здесь классовый подход... Селивановский по-настоящему испугался - я видела это по его лицу. Он хотел что-то сказать, но Мандельштам не позволил. Ему пришлось несколько минут слушать поток бешеных речей, а потом увидеть спину Мандельштама. Селивановский, один из самых мягких из рапповской братии, вероятно, подумал, что Мандельштам опасный сумасшедший. Тем более то, что ему поручили передать, являлось знаком благоволения, а писатели принимали такие знаки почтительно и с радостью."
В 1931—1932 годах Селивановский — главный редактор «Литературной газеты», руководил литературным кружком «Вагранка», выступал с речами и докладами. Член СП СССР.
В 1936 году выходит его сборник «В литературных боях», а также книга «Очерки по истории русской советской поэзии».
В том же 1936 А. Селивановский был исключен из ВКП(б)  и из СП СССР, а 15.11.1937 арестован и 21.04.1938 осужден Военной коллегии Верховного суда СССР по обвинению в участии в контрреволюционной террористической организации.
21 апреля 1938 года расстрелян на полигоне «Коммунарка». Реабилитирован посмертно в 1956.
Символическая могила А. Селивановского находится на Новодевичьем кладбище (Москва).

## Избранная библиография
- «Добротное мастерство» Вешнева // Октябрь. — 1929.- № 1.
- Корни творческих разногласий: (О втором сборнике «Творческие пути пролетарской литературы») // Октябрь. — 1929.- № 5.
- Между просветительством и марксизмом // Октябрь. — 1929. — № 8.
- На стыке с крестьянской литературой // Октябрь. — 1929. — № 10.
- В литературных боях. — М., Московский рабочий, 1930.
- Александр Малышкин, 1931.
- Л. Овалов // Борьба за метод. Сборник дискуссионных статей о творчестве Дм. Фурманова, А. Безыменского, О. Эрдберга, Ю. Либединского, А. Суркова, В. Маяковского, Ф. Панферова, Л. Овалова, В. Вишневского, Б. Кушнера. — М.; Л., 1931.
- Попутничество и союзничество. — М., ОГИЗ, 1932
- Поэзия и поэты: критические статьи. — 1933.
- Очерки по истории русской советской поэзии. — М., ГИЗ, 1936.
- В литературных боях. Избранные статьи и исследования 1927—1936. — М., Советский писатель, 1959; 2-е изд., доп. — 1963.